# اوکراینسکویه (داغستان)
اوکراینسکویه (به لاتین: Ukrainskoye) یک منطقهٔ مسکونی در روسیه است که در شهرستان کیزلیارسکی واقع شده‌است.